# Nonito Donaire
Nonito Donaire Jr. (Talibon, 16 novembre 1982) è un pugile filippino con cittadinanza statunitense.
Soprannominato "The Filipino Flash" per la rapidità e potenza dei suoi pugni, è annoverato tra i migliori pugili filippini della sua generazione. Nel 2014 è diventato il secondo filippino dopo Manny Pacquiao ad aver conquistato titoli mondiali in quattro differenti categorie di peso: mosca, gallo, supergallo e piuma.

## Biografia
Donaire è nato e cresciuto nelle Filippine e si è spostato negli Stati Uniti d'America all'età di 10 anni. Ha un fratello, Glenn Donaire, anch'egli pugile professionista.
L'8 agosto 2008 ha sposato in una cerimonia privata a Carmel-by-the-Sea la statunitense di origini filippine Rachel Marcial. La coppia, risposatasi nelle Filippine l'11 novembre 2011 con rito civile, ha due figli: Jarel (nato il 16 luglio 2013) e Logan (nato il 17 aprile 2015).

## Carriera

### Carriera da dilettante
Nonito ha vinto tre campionati amatoriali nazionali: il National Silver Gloves nel 1998, le Olimpiadi jr. nazionali nel 1999 e il Torneo nazionale statunitense nel 2000. Ha vinto anche le Olimpiadi jr. internazionali nel 1999.
Donaire è riuscito ad arrivane nella finale del Torneo nazionale statunitense nel 2000. Tuttavia ha perso con un paio di pugili americani, come Brian Viloria, che sarebbe diventato campione WBC dei mini mosca.
Nonito Donaire ha terminato la sua carriera da dilettante con un record di 68-8.

### Carriera da professionista

#### Gli inizi
Donaire è passato tra i professionisti nel 2001 ed ha perso il suo secondo incontro.
Il 9 settembre 2002 conquistò il suo primo titolo regionale, sconfiggendo Kaichon Sor Vorapin per la corona vacante WBO Asia Pacific dei pesi mosca a Guam. Si aggiudicò la vittoria dopo aver steso l'avversario alla 2ª ripresa.
Il 20 gennaio 2006 Nonito vinse il suo secondo titolo regionale, la corona NABF dei supermosca, sconfiggendo Kahren Harutyunyan per split decision con i cartellini 97-92, 97-92 per Donaire e 95-94 per Harutyunan.
Il 7 ottobre 2006 Donaire conquistò anche il titolo NABO della divisione, imponendosi contro il veterano Oscar Andrade con i punteggi 118-112, 116-112 e nuovamente 16-112. La stessa sera suo fratello Glenn Donaire veniva sconfitto da Vic Darchinyan.

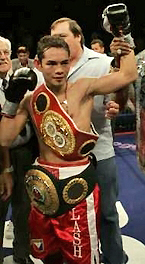
Donaire con le corone IBF e IBO dei mosca nel 2007

Donaire conquistò il titolo IBF dei mosca ai danni dell'imbattuto Vic Darchinyan, mettendolo al tappeto al quinto round il 7 luglio 2007. Questa vittoria fu nominata "Knockout of the Year" dalla rivista The Ring il 23 dicembre del medesimo anno.
Il 31 luglio 2007 Donaire incontrò il presidente delle Filippine Gloria Macapagal Arroyo assieme a Florante Condes, che aveva vinto il titolo IBF dei pesi paglia la stessa settimana in cui Nonito sconfisse Darchinyan. Donaire si è espresso molto onorato e emozionato di aver incontrato il Presidente.”
Il 1º dicembre 2007 difese il suo titolo contro il messicano Luis Maldonado, sconfiggendolo per KO tecnico all'8ª ripresa e riconfermandosi campione IBF dei mosca. Malgrado il successo, dopo la vittoria Nonito dichiarò: "Non mi sentivo al mio meglio. Non sentivo le mie gambe. Non so quel'era il problema. Non riuscivo a muovermi bene".
Il 16 febbraio 2008, a Manila, ricevette il premio "atleta dell'anno" (per l'annata 2007), assieme al nuotatore amatoriale Miguel Molina.
Nel giugno 2008 il filippino terminò la sua collaborazione con il promoter Gary Shaw, perché il numero di incontri disputati di Donaire non corrispondeva a quel che diceva il contratto. Dopo aver lasciato la Gary Shaw Productions, Nonito unì alla Top Rank Boxing di Bob Arum.
Il 2 novembre 2008 conservò il suo titolo dall'assalto di Moruti Mthalane, sconfiggendolo per KO tecnico alla 6ª ripresa.

#### I pesi supermosca
Il 19 aprile 2009 Donaire ha affrontato Raul Martinez per la sua 3ª difesa della cintura. L'incontro si è svolto all'Araneta Coliseum di Quezon City. Donaire è riuscito a trionfare per KO tecnico al 4º round. Per l'ultima vittoria su Martinez, Nonito è entrato per la prima volta nella classifica Pound for Pound di Ring Magazine, alla 7ª posizione.
La IBF ha ordinato una rivincita tra Donaire e Moruti Mthalane per il 1º agosto 2009. Il loro primo scontro era terminato con una sconfitta per KO di Mthalane, dopo che il dottore ha fermato la gara per le ferite riportate da Moruti. Tuttavia, l'agente di Donaire ha espresso l'interesse di voler portare il suo assistito ai supermosca (115 libbre). Inizialmente Donaire era in procinto di sfidare Hugo Cazares per la corona WBA dei supermosca il 15 agosto 2009. Tuttavia il match non è stato confermato. Le scelte sul possibile avversario sono così ricadute sul Torito panamense Rafael Concepción. I due si sono affrontati il 15 agosto 2009 in un match emozionante all'Hard Rock Hotel and Casino di Las Vegas, per la cintura WBA ad interim dei supermosca. Da notare però che il titolo era in palio solo per il pugile filippino poiché Concepcion non è riuscito a rientrare nei limiti di peso dei super mosca, sforandolo di ben 4,5 libbre (circa 2 kg). Praticamente Donaire si è dovuto scontrare con un super gallo. Concepcion verrà inoltre multato dalla federazione per non aver rispettato i termini stabiliti. Donaire è partito subito con l'offensiva, sferrando colpi potenti e precisi e dimostrando le sue eccellenti capacità d'incontrista. Anche la 2ª ripresa sembrava riproporre il falso copione della prima. Sembrava tutto semplice per il filippino ma sul finire del round Concepcion ha iniziato a reagire, colpendo l'avversario con ganci pericolosi. Dal 3º round a seguire Nonito, avendo assaggiato la potenza dei pugni dell'avversario, ha deciso di stargli alla larga, concentrandosi su jab singoli, evitando scambi azzardati e utilizzando l'ampio spazio del ring. La disputa è proseguita sulle stesse note fino al termine della gara. Il panamense ha lanciato molti colpi, ma solo pochi andavano a segno. Tutto il contrario per Donaire, pochi i pugni sferrati ma molti quelli che hanno centrato il bersaglio, dimostrazione di una grande precisione. Al termine dei 12 round, i tre giudici hanno decretato la vittoria del Filipino Flash per decisione unanime con i seguenti cartellini: 117-111, 115-113 e 116-112.

#### L'affermazione nei pesi gallo
Dopo il match con Concepcion, Nonito ha espresso il suo interesse nello sfidare i campioni messicani Jorge "El Travieso" Arce (52-5-1, 40 KO) e Fernando "Cochulito" Montiel (39-2-1, 29 KO).
Il 13 febbraio 2010 Donaire difenderà la sua corona WBA ad interim dall'assalto del messicano Gerson Guerrero (34-8-3; 26 KO).

#### Il ritorno nei supergallo e la rinascita
La sconfitta subita contro Walters porta Donaire a considerare un cambio di peso e nei mesi successivi il nativo di Bohol annuncia di voler ritornare nei pesi supergallo. Per via della perdita di interesse da parte delle maggiori stazioni televisive negli Stati Uniti, Donaire torna sul ring il 28 marzo 2015 contro il brasiliano William Prado (22–4–1; 15 KO), presso lo Smart Araneta Coliseum di Quezon. Si tratta del suo primo incontro in suolo filippino nel giro di sei anni. Il filippino si impone agevolmente tramite KO tecnico nel secondo round, conquistando tra l'altro la corona vacante NABF dei supergallo. Il prossimo match di Donaire avviene pochi mesi dopo, il 18 luglio, contro il poco quotato Anthony Settoul (20–3; 8 KO) al Venetian di Macao. Anche in quest'occasione, si impone tramite KO tecnico alla seconda tornata dell'incontro.
Dopo la vittoria di Donaire sul francese Settoul, il filippino dichiara di voler sfidare l'imbattuto campione WBA Scott Quigg (31–0, 23 KO) al termine del 2015. Le due parti iniziano così delle trattative, con un incontro proposto per il 21 novembre nel Regno Unito oppure a Dubai. Nonostante ciò la sfida non si concretizza, poiché l'inglese decide di focalizzarsi sul detentore della corona IBF Carl Frampton. Nello stesso periodo il campione WBO Guillermo Rigondeaux viene privato della sua cintura dalla federazione, per non aver difeso la corona nel giro di un anno solare.
L'11 dicembre 2015 Donaire sfida il ventiquattrenne messicano Cesar Juarez (17–3) al Coliseo Roberto Clemente di San Juan, Porto Rico, con in palio la corona vacante WBO dei supergallo. In un match altamente spettacolare e candidato a divenire Fight of the Year, i due sfidanti non si risparmiano colpi disputando al contempo una durissima battaglia. Juarez si rivela un avversario resistente ed un buon incassatore, e nei primi round riesce ad assorbire i potenti e precisi ganci di Donaire. Nel quarto round il filippino riesce ad atterrare due volte il suo sfidante, il quale riesce a rialzarsi e a resistere all'assalto di Donaire. La fase centrale si dimostra molto contesa. Alla sesta tornata Donaire pare farsi male ad una caviglia nel processo di sferrare una combinazione e sebbene in grado di continuare, si rivelerà tuttavia condizionato da questo incidente. Juarez inizia perciò un assalto ad un visibilmente debilitato Donaire, aggredendo l'avversario con la sua pressione e pugni potenti. Nell'ottavo round il filippino pare subire un atterramento dovuto ad un colpo di Juarez ma l'arbitro lo giudica uno scivolamento ed il knockdown non viene contato. Negli ultimi round i due sfidanti continuano a battagliare, benché provati dalla stanchezza, con Juarez che si dimostra leggermente più attivo. La sfida termina perciò ai punti dopo dodici emozionanti riprese, al termine delle quali Donaire riesce ad aggiudicarsi una vittoria per decisione unanime (116-110, 116-110 e 117-109), oltre che il suo settimo titolo mondiale.
Torna in azione il 23 aprile 2016 al Cebu City Sports Complex dell'omonima città, per difendere la corona WBO dall'assalto dello sfidante ungherese Zsolt Bedák (25–1; 8 KO). Dopo aver atterrato lo sfidante per due volte nel corso del secondo round, il campione in carica vince il match per KO tecnico alla terza ripresa. Successivamente Donaire lancia il guanto di sfida agli altri campioni della divisione – Frampton (IBF), Rigoundeaux (ex WBA/WBO) e Ruiz (WBC).

## Curiosità
- Nonito è recentemente apparso nel videogioco Fight Night Round 4 come personaggio giocabile.[32]